# Norrtjärnen (Edefors socken, Norrbotten, 733022-171189)
Norrtjärnen är en sjö i Bodens kommun i Norrbotten och ingår i Luleälvens huvudavrinningsområde. Sjöns area är 0,056 kvadratkilometer och den befinner sig 290 meter över havet.